# Da solo (singolo)
Da solo è un singolo del rapper italiano Vegas Jones, pubblicato il 3 gennaio 2023 come primo estratto dal terzo mixtape Jones.

## Descrizione
Il singolo vanta la partecipazione dei rapper italiani Nitro e Nayt.